# Diócesis de Cahors
La diócesis de Cahors (en latín: Dioecesis Cadurcensis y en francés: Diocèse de Cahors) es una circunscripción eclesiástica de la Iglesia católica en Francia. Se trata de una diócesis latina, sufragánea de la arquidiócesis de Toulouse. Desde el 15 de julio de 2015 su obispo es Laurent Camiade.

## Territorio y organización

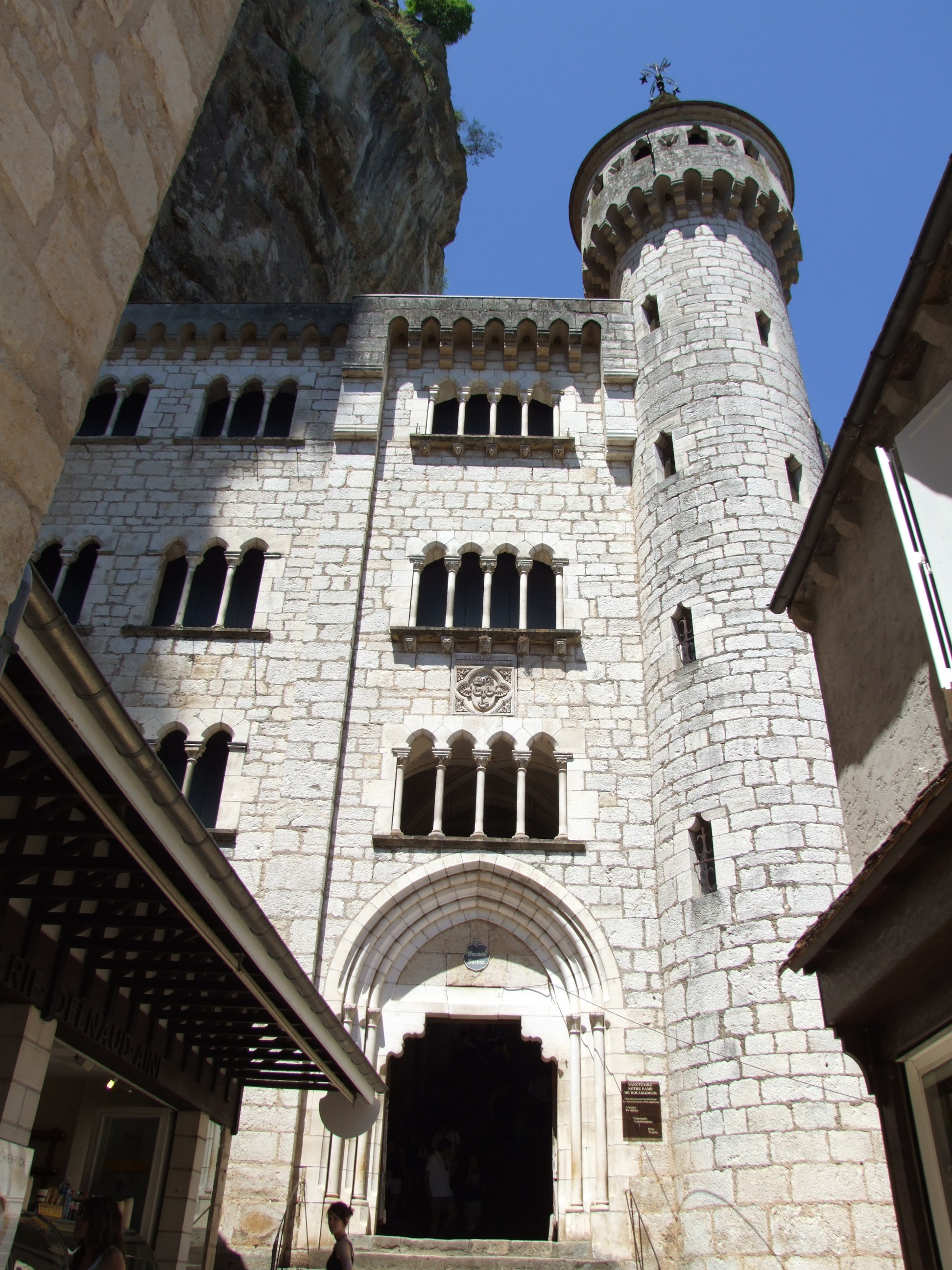
Basílica santuario de Nuestra Señora, en Rocamadour

La diócesis tiene 5217 km² y extiende su jurisdicción sobre los fieles católicos de rito latino residentes en el departamento de Lot en la región de Occitania.

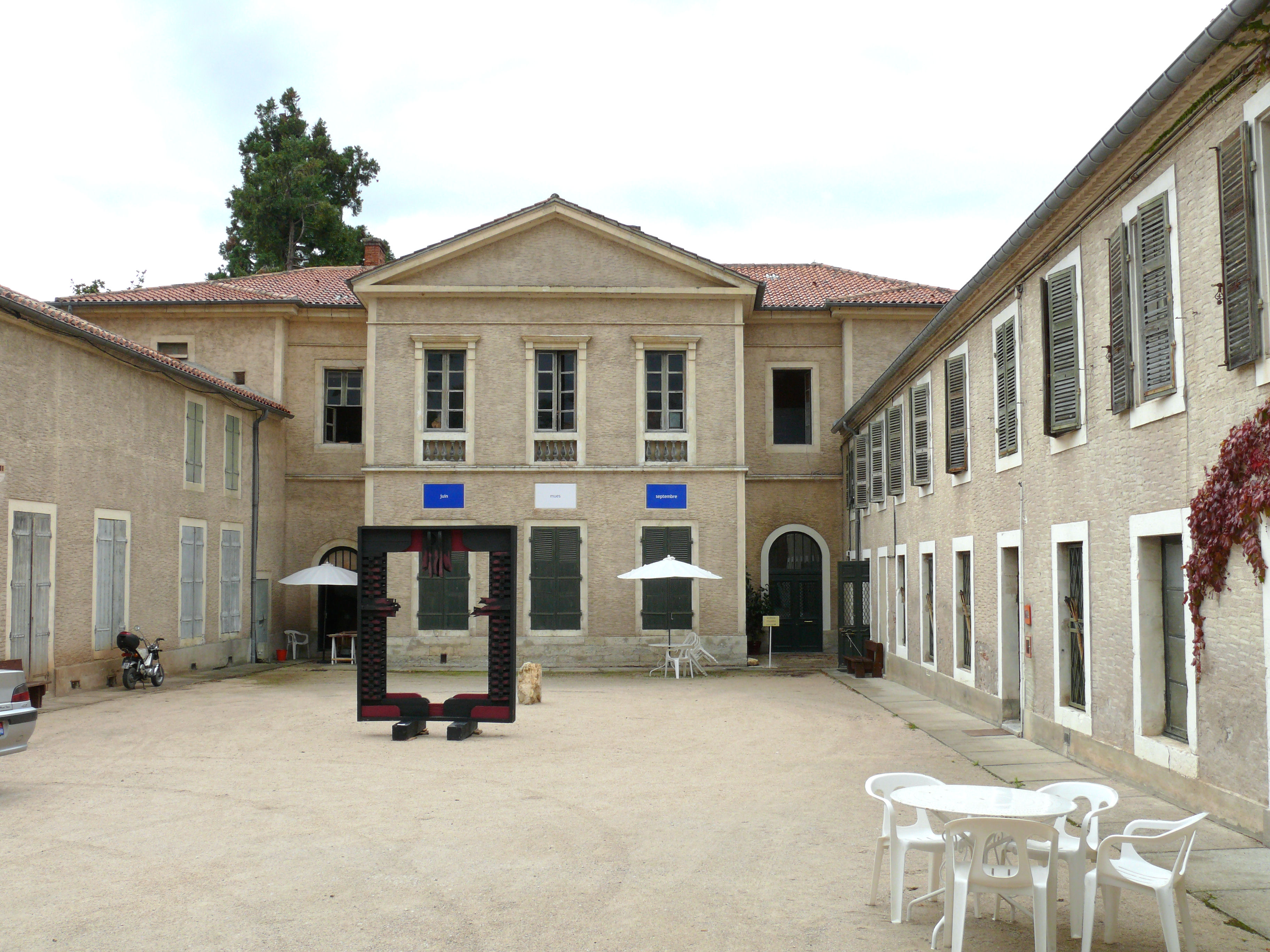
Museo Henri Martin, fue el palacio episcopal entre 1802 y 1905

La sede de la diócesis se encuentra en la ciudad de Cahors, en donde se halla la Catedral de San Esteban. En Rocamadour se halla la basílica y santuario de Nuestra Señora.
En 2023 en la diócesis existían 392 parroquias agrupadas en 4 decanatos: Causse Central, Cère Dordogne, Figeac y Cahors.

## Historia
La ciudad romana de Divona Cadurcorum, capital de los cadurcos, pueblo de la Galia Lugdunense que habitaba la región de Quercy, fue evangelizada, según la tradición, por san Marcial de Limoges. San Genulfo es considerado el protoobispo, aunque su vida es muy tardía y legendaria. Un episcopus Cadurcensis llamado Florentius está históricamente atestiguado a finales del siglo IV, según se desprende de la correspondencia de san Paulino de Nola. El nombre del siguiente obispo conocido, Alizio, que pontificó a principios del siglo V, ha sido transmitido por la Historia Francorum de Gregorio de Tours. El primer obispo documentado gracias a los concilios es Boecio, que participó en el Concilio de Agda en 506.
Cahors era una civitas de la provincia romana de Aquitania primera, dependiente administrativamente de Bourges. Por lo tanto, la diócesis, al menos desde el siglo VI, dependía desde el punto de vista religioso de la provincia eclesiástica de la arquidiócesis de Bourges, la sede metropolitana.
El obispo Géraud de Cardaillac fue responsable de la construcción de la catedral actual, que fue consagrada por el papa Calixto II el 10 de septiembre de 1119 y terminada hacia 1135.
El 11 de julio de 1317 cedió una parte de su territorio para la erección de la diócesis de Montauban mediante la bula Salvator noster del papa Juan XXII.
Originario de Cahors era Jacques Duèze, que en 1316 se convirtió en papa con el nombre de Juan XXII; gracias a su atención y generosidad se fundó en 1332 la Universidad de Cahors, una de las más importantes del suroeste de Francia hasta el punto de disfrutar de los mismos privilegios que las de París y Toulouse. Entre sus alumnos, se recuerda especialmente a François Fénelon.
En 1636 Alain de Solminihac se convirtió en obispo, cuidando de aplicar las decisiones del Concilio de Trento en su diócesis, mediante numerosas visitas pastorales y la fundación del seminario diocesano. Fue declarado venerable en junio de 1927 por el papa Pío XI y luego beatificado en 1981 por el papa Juan Pablo II.
El 3 de octubre de 1678 la diócesis se convirtió en sufragánea de la arquidiócesis de Albi.
A raíz del concordato mediante la bula Qui Christi Domini del papa Pío VII del 29 de noviembre de 1801, la diócesis se amplió para incorporar parte del territorio de las diócesis de Montauban, Rodez y Vabres, que fueron suprimidas.
En 1808 Napoleón Bonaparte estableció el departamento de Tarn y Garona y el 17 de febrero del mismo año el papa Pío VII mediante la bula Supremo pastorali munere acordó restablecer la diócesis de Montauban en el territorio del departamento, obteniendo el territorio de la diócesis de Cahors. Como fue imposible nombrar un obispo, esta decisión, sin embargo, entró en vigor el 6 de octubre de 1822 mediante la bula Paternae charitatis del papa Pío VII. Esa misma bula restableció también la diócesis de Rodez, con territorio obtenido del de la diócesis de Cahors.
En el siglo XIX nació en la diócesis Juan Gabriel Perboyre, mártir en China en 1840 y canonizado en 1996; y Pierre Bonhomme, fundador de las Hermanas de Nuestra Señora del Calvario y beatificado en 2003.
El 8 de diciembre de 2002, con la reorganización de las circunscripciones eclesiásticas francesas, la diócesis pasó a formar parte de la provincia eclesiástica de la arquidiócesis de Toulouse.

## Estadísticas
Según el Anuario Pontificio 2024 la diócesis tenía a fines de 2023 un total de 163 540 fieles bautizados.
| Año                                                                             | Población            | Población | Población      | Sacerdotes | Sacerdotes    | Sacerdotes    | Bautizados por sacerdote | Diáconos permanentes | Religiosos | Religiosos | Parroquias |
| Año                                                                             | Bautizados católicos | Total     | % de católicos | Total      | Clero secular | Clero regular | Bautizados por sacerdote | Diáconos permanentes | Varones    | Mujeres    | Parroquias |
| ------------------------------------------------------------------------------- | -------------------- | --------- | -------------- | ---------- | ------------- | ------------- | ------------------------ | -------------------- | ---------- | ---------- | ---------- |
| 1950                                                                            | 154 500              | 155 000   | 99.7           | 271        | 260           | 11            | 570                      |                      | 31         | 645        | 480        |
| 1959                                                                            | ?                    | 147 754   | ?              | 246        | 233           | 13            | ?                        |                      | 25         | 313        | 478        |
| 1970                                                                            | 145 000              | 151 000   | 96.0           | 201        | 193           | 8             | 721                      |                      | 13         | 358        | 405        |
| 1980                                                                            | 143 500              | 151 500   | 94.7           | 150        | 143           | 7             | 956                      |                      | 7          | 260        | 403        |
| 1990                                                                            | 143 700              | 159 400   | 90.2           | 122        | 112           | 10            | 1177                     |                      | 15         | 167        | 403        |
| 1999                                                                            | 140 350              | 155 813   | 90.1           | 110        | 98            | 12            | 1275                     | 3                    | 12         | 123        | 403        |
| 2000                                                                            | 140 010              | 155 813   | 89.9           | 110        | 98            | 12            | 1272                     | 3                    | 12         | 117        | 403        |
| 2001                                                                            | 143 200              | 160 124   | 89.4           | 105        | 95            | 10            | 1363                     | 3                    | 10         | 112        | 403        |
| 2002                                                                            | 143 050              | 160 124   | 89.3           | 100        | 89            | 11            | 1430                     | 4                    | 11         | 105        | 403        |
| 2003                                                                            | 142 900              | 160 124   | 89.2           | 93         | 85            | 8             | 1536                     | 5                    | 8          | 94         | 403        |
| 2004                                                                            | 142 900              | 160 124   | 89.2           | 89         | 83            | 6             | 1605                     | 4                    | 6          | 88         | 403        |
| 2006                                                                            | 144 000              | 161 600   | 89.1           | 99         | 90            | 9             | 1454                     | 1                    | 9          | 81         | 403        |
| 2013                                                                            | 169 900              | 181 200   | 93.8           | 74         | 67            | 7             | 2295                     | 8                    | 8          | 89         | 391        |
| 2016                                                                            | 172 300              | 183 568   | 93.9           | 64         | 57            | 7             | 2692                     | 8                    | 8          | 88         | 392        |
| 2019                                                                            | 163 100              | 173 758   | 93.9           | 55         | 51            | 4             | 2965                     | 8                    | 8          | 60         | 392        |
| 2021                                                                            | 164 000              | 174 800   | 93.8           | 51         | 47            | 4             | 3215                     | 7                    | 4          | 51         | 392        |
| 2023                                                                            | 163 540              | 174 670   | 93.6           | 48         | 45            | 3             | 3407                     | 7                    | 3          | 51         | 392        |
| Fuente: Catholic-Hierarchy, que a su vez toma los datos del Anuario Pontificio. |                      |           |                |            |               |               |                          |                      |            |            |            |

## Episcopologio
- San Genulfo †[nota 1]
- San Fiorenzo † (fines del siglo IV)
- Alizio † (inicios de siglo V)
- San Anatolone? † (mitad del siglo V) [nota 2]
- Boezio † (antes de 506-después de 511)
- Sustrazio † (antes de 533- después de 541)
- Massimo † (mencionado en 549)
- Maurilio † (?-circa 580 falleció)
- San Ursicino † (mencionado en 585)
- Eusebio † (antes de 614-circa 622/623 falleció)
- Rustico † (circa 622/623-630 falleció)
- San Desiderio † (8 de abril de 630-15 de noviembre de 655 falleció)
- Beto † (mencionado en 673/675)
- Capuano †[nota 3]
- San Ambrogio † (circa mitad del siglo VIII)[nota 4]
- Angario o Agarno †[nota 5]
- Stefano I † (mencionado en 852)[nota 6]
- Guglielmo † (antes de 875-después de 887)
- Gerardo † (mencionado en 917)
- Amblardo † (mencionado en 930)
- Bernardo I † (mencionado en 960)
- Stefano II † (antes de 964)
- Frottario † (antes de 968-990 falleció)
- Gausberto † (990-?)[nota 7]
- Bernard II de Castelnau, O.S.B. † (antes de 1005-después de 1028)
- Dieudonné † (antes de 1031-después de 1036)
- Bernard III † (antes de 1040-después de 1052)
- Foulques † (antes de 1055-después de 1063)
- Bernard IV † (mencionado en 1067)
- Géraud de Gourdon † (1068-1112)
- Géraud de Cardaillac † (mencionado en 1113)[nota 8]
- Guillaume de Calmont † (1113-después de 1143)
- Raymond I? † (mencionado en 1150)
- Géraud Hector † (1152-1199)
- Guillaume III † (1199-antes de 1206)
- Barthélemy? † (mencionado en 1207)
- Guillaume de Cardaillac † (1208-6 de febrero de 1234 falleció)
- Pons d'Antejac † (agosto de 1235-19 de abril de 1236 falleció)
- Géraud Barasc † (13 de febrero de 1237-11 de mayo de 1250 falleció)
- Barthélemy de Roux † (28 de julio de 1250-5 de septiembre de 1273 falleció)
  - Sede vacante (1273-1280)
- Raymond de Cornil † (21 de mayo de 1280-1293[nota 9] renunció)
- Sicard de Montaigu † (7 de marzo de 1293-después de mayo de 1299 falleció)
- Raymond de Pauchel † (1300-circa 1312 renunció)[nota 10]
- Pierre de Cazilhac † (21 de abril de 1312-? renunció)
- Hugues Géraud  † (16 de febrero de 1313-1317 depuesto)
- Guillaume de Labroue, O.P. † (18 de diciembre de 1317-1 o 2 de julio de 1323 falleció)
- Bertrand de Cardaillac † (20 de julio de 1324-1364?)[nota 11]
- Bec de Castelnau † (15 de febrero de 1366-después del 8 de junio de 1388 falleció)
- François de Cardaillac, O.F.M.  † (11 de octubre de 1388-1404 falleció)
- Guillaume d'Arpajon † (2 de julio de 1404-1429[nota 12] falleció)
- Jean du Puy, O.P. † (16 de abril de 1431-1438 falleció)
- Jean de Castelnau † (24 de octubre de 1438-antes de abril de 1460 falleció)
- Louis d'Albret † (30 de julio de 1460-4 de septiembre de 1465 falleció)
- Antoine Allemand † (31 de octubre de 1465-8 de marzo de 1475 nombrado obispo de Clermont)
- Guiscard d'Aubusson † (10 de marzo de 1475-15 de julio de 1476 nombrado obispo de Carcasona)
- Antoine Allemand † (15 de julio de 1476-1493 falleció) (por segunda vez)
- Benoît de Jean † (8 de enero de 1494-1501 renunció)
- Antoine de Luzech † (20 de diciembre de 1501-30 de mayo de 1509 falleció)
- Germain de Ganay † (13 de junio de 1509-3 de julio de 1514 nombrado obispo de Orleans)
- Carlo Domenico Del Carretto † (3 de julio de 1514-12 de agosto de 1514 renunció)
- Luigi Del Carretto † (12 de agosto de 1514-1524 renunció)
- Paolo Del Carretto † (15 de julio de 1524-antes del 22 de septiembre de 1553 falleció)
  - Alessandro Farnese el Joven † (12 de noviembre de 1554-7 de mayo de 1557 renunció) (administrador apostólico)
- Pierre de Bertrand † (7 de mayo de 1557-3 de septiembre de 1563 falleció)
- Jean de Balaguier † (28 de abril de 1564-10 de abril de 1576 falleció)
- Antoine Hébrard de Saint-Sulpice † (4 de febrero de 1577-17 de enero de 1599 falleció)
- Siméon-Étienne de Popian † (10 de septiembre de 1601-1627[nota 13] falleció)
- Pierre Habert † (1627 por sucesión-27 de febrero de 1636 falleció)
- Beato Alano di Solminihac, C.R.S.A. † (22 de septiembre de 1636-31 de diciembre de 1659 falleció)
- Nicolas Sévin † (31 de diciembre de 1659 por sucesión- 9 de noviembre de 1678 falleció)
- Louis-Antoine de Noailles † (8 de mayo de 1679-17 de marzo de 1681 nombrado obispo de Châlons)
- Henri-Guillaume Le Jay † (28 de abril de 1681-22 de abril de 1693 falleció)
- Henri de Briqueville † (28 de septiembre de 1693-16 de julio de 1741 falleció)
- Bertrand-Jean-Baptiste-René du Guesclin † (18 de septiembre de 1741-2 de agosto de 1766 falleció)
- Joseph-Dominique de Cheylus † (22 de diciembre de 1766-14 de diciembre de 1776 renunció)[nota 14]
- Louis-Marie de Nicolay † (17 de febrero de 1777-1791 falleció)
  - Sede vacante (1791-1802)
- Guillaume-Balthasar Cousin de Grainville † (21 de julio de 1802-2 de marzo de 1828 falleció)
- Paul Louis Joseph D'Hautpoul † (23 de junio de 1828-15 de marzo de 1842 renunció)
- Jean-Jacques-David Bardou † (22 de julio de 1842-30 de enero de 1863 falleció)
- Joseph-François-Clet Peschoud † (28 de septiembre de 1863-13 de septiembre de 1865 falleció)
- Pierre-Alfred Grimardias † (22 de junio de 1866-27 de mayo de 1896 falleció)
- Emile-Christophe Enard † (25 de junio de 1896-21 de febrero de 1906 nombrado arzobispo de Auch)
- Victor-Onésime-Quirin Laurans † (13 de julio de 1906-15 de julio de 1911 falleció)
- Pierre-Célestin Cézerac † (27 de noviembre de 1911-2 de enero de 1918 nombrado arzobispo coadjutor de Albi[nota 15])
- Joseph-Lucien Giray † (15 de febrero de 1918-13 de febrero de 1936 renunció[nota 16])
- Jean-Joseph-Aimé Moussaron † (20 de agosto de 1936-11 de mayo de 1940 nombrado arzobispo de Albi)
- Paul Chevrier † (24 de septiembre de 1941-21 de agosto de 1962 renunció[nota 17])
- André Bréheret † (21 de agosto de 1962-30 de julio de 1972 falleció)
- Joseph-Marie-Henri Rabine † (18 de mayo de 1973-17 de marzo de 1986 nombrado arzobispo de Albi)
- Maurice-Adolphe Gaidon † (20 de enero de 1987-4 de febrero de 2004 retirado)
- Norbert José Henri Turini (30 de junio de 2004-18 de octubre de 2014 nombrado obispo de Perpiñán-Elna)
- Laurent Camiade, desde el 15 de julio de 2015